# لبان ريفاي
لبان ريفاي أو بوسويلية ريفاية (الاسم العلمي:Boswellia rivae) هو نوع من النباتات يتبع جنس اللبان من الفصيلة البخورية.